# Ch’ŏllima
Ch’ŏllima (kor. 천리마군, Ch’ŏllima-gun) – powiat w Korei Północnej, w prowincji P’yŏngan Południowy. W 2008 roku liczył 139 489 mieszkańców. Graniczy z powiatami: Taedong od północnego zachodu, Kangsŏ od zachodu, Taean od południowego zachodu, a także od wschodu z należącymi do stolicy kraju, Pjongjangu, powiatem Kangnam oraz dzielnicami Man’gyŏngdae i Rangnang. Na terenie powiatu znajduje się jedna z większych kraju hut stali, huta Ch’ŏllima.

## Historia
Przed wyzwoleniem Korei spod okupacji japońskiej, tereny należące do powiatu wchodziły w skład powiatu Kangsŏ (konkretnie tworzyły miejscowości Ch’ori, Porim oraz Yuch’a). W obecnej formie powstał w marcu 1983 roku. W jego skład weszły wówczas tereny należące wcześniej do miasta Taean. Były to osiedla: Yŏkjŏn, Sangbong, Ssari, Ch'ŏnjin, Ch’ŏnnae, Ponghwa, Jung, P’ogu, Saegŏri, Talma, Wŏnjŏng, Posan, Munch'ŏn, Pobong i Kwanp’o. Współczesny powiat Ch’ŏllima był wtedy dzielnicą miasta Nampo. W styczniu 2004 roku wraz z dzielnicami Kangsŏ i Taean (należącymi poprzednio również do Nampo), dzielnica Ch’ŏllima została przekształcona w powiat i włączona w skład prowincji P’yŏngan Południowy.

## Transport
Przez powiat przebiegają trzy linie kolejowe: główna, 89-kilometrowa linia P’yŏngnam, łącząca powiat Onch’ŏn ze stolicą kraju, Pjongjangiem, linia Posan z powiatu Kangsŏ do stacji o tej samej nazwie w powiecie Ch’ŏllima, a także linia Chamjin łącząca stacje Kangsŏn (powiat Ch’ŏllima) i Chamjin (powiat Kangsŏ).

## Podział administracyjny powiatu
W skład powiatu wchodzą następujące jednostki administracyjne:
| Nazwa jednostki administracyjnej | Rodzaj jednostki administracyjnej | Hangul   | Hancha   |
| -------------------------------- | --------------------------------- | -------- | -------- |
| Yŏkjŏn-dong                      | osiedle                           | 역전동   | 驛前洞   |
| Ponghwa-dong                     | osiedle                           | 봉화동   | 烽火洞   |
| Sangdong-dong                    | osiedle                           | 상봉동   | 相逢洞   |
| P’ogu-dong                       | osiedle                           | 포구동   | 浦口洞   |
| Ssari-dong                       | osiedle                           | 싸리동   | 싸리洞   |
| Ch'ŏnjin-dong                    | osiedle                           | 천진동   | 天眞洞   |
| Ch’ŏnnae-dong                    | osiedle                           | 천내동   | 川內洞   |
| Saegŏri-dong                     | osiedle                           | 새거리동 | 새거리洞 |
| Chung-dong                       | osiedle                           | 중동     | 中洞     |
| Talma-dong                       | osiedle                           | 달마동   | 達馬洞   |
| Wŏnjŏng-dong                     | osiedle                           | 원정동   | 遠征洞   |
| Munch'ŏn-dong                    | osiedle                           | 문천동   | 聞天洞   |
| Posan-dong                       | osiedle                           | 보산동   | 保山洞   |
| Kwanp’o-dong                     | osiedle                           | 관포동   | 觀浦洞   |
| Kangch’ŏl-dong                   | osiedle                           | 강철동   | 鋼鐵洞   |
| Taebosan-dong                    | osiedle                           | 대보산동 | 大寶山洞 |
| Koch’ang-ri                      | wieś                              | 고창리   | 古創里   |